# Xya muta
Xya muta är en insektsart som först beskrevs av Tindale 1928.  Xya muta ingår i släktet Xya och familjen Tridactylidae.

## Underarter
Arten delas in i följande underarter:
- X. m. muta
- X. m. deserticolus
- X. m. signata